# Hieracium macrogrovesianum
Hieracium macrogrovesianum es una especie de planta con flor del género Hieracium, de la familia Asteraceae, orden Asterales.

## Distribución
Hieracium macrogrovesianum se distribuye por Italia.

## Taxonomía
Fue descrita científicamente por Gottschl.